# Музей военной автомобильной техники
Музей военной автомобильной техники — музей, созданный при Рязанском военном автомобильном институте имени генерала армии В. П. Дубынина в соответствии с Постановлением правительства Российской Федерации от 1 июня 1994 г. «О подготовке к празднованию 50-летия Победы советского народа в Великой Отечественной войне над фашистской Германией», а также по инициативе преподавателей и учащихся Рязанского военного автомобильного института. Открыт для посещения 9 мая 1995 г.

## Экспозиция
Экспозиция музея размещена в трех залах на площади более 400 кв. м. и под открытым небом.

### Экспозиция зала № 1
Освещает первый, наименее известный этап развития автомобилестроения в СССР, содержит документы и фотоматериалы. Особое место в экспозиции зала отводится Великой Отечественной войне, документы, экспонаты, фотографии рассказывают о вкладе военных автомобилистов в дело Победы. Далее прослеживаются этапы развития автомобильной техники до 1970 - х гг.

### Экспозиция зала № 2
Посвящена развитию автомобилестроению с 1970-х годов до наших дней. Представлена современная военная техника, в залах музея выставлены опытные образцы машин – колесных и гусеничных, которые прошли испытания.

### Экспозиция зала № 3
Посвящена подвижным средствам ремонта и эвакуации. В залах представлены фотографии, с 1911 г. и до нашего времени. Там же можно ознакомиться с материалами об образовании Первой учебной автомобильной роты.

## Скандал с экспонатами музея
В начале 2010 года министр обороны Анатолий Сердюков посетил Рязань с рабочим визитом. Одним из пунктов программы стал осмотр Рязанского музея военной автомобильной техники. По словам директора музея, Рудольфа Вандера, во время осмотра жемчужин коллекции автомобилей ЗИЛ-111В Юрия Гагарина и ЗИЛ-117 Фиделя Кастро женщина из его свиты «толкнула Сердюкова в бок и громко произнесла: „Такой машины у нас нет“».
После визита министра в феврале музей Военной автомобильной техники при Рязанском военно-автомобильном институте сменил статус, и стал историко-мемориальным залом в составе Рязанского музея истории воздушно-десантных войск России. Уже через месяц, в марте до руководства музея стали доходить слухи о его скором расформировании.
В апреле 2010 года два автомобиля, заинтересовавшие Сердюкова вместе с джипом ГАЗ-67 увезли на 147 базу Минобороны России на Рублёвском шоссе якобы для участия в параде в честь 65 годовщины Победы на Красной площади.
29 мая 2010 года состоялся последний день открытых дверей музея, а затем, в течение месяца, 150 наиболее ценных экспонатов покинули выставочные залы. При этом тяжёлая военная техника, экспонируемая на улицах, осталась на своих местах. Также были оставлены информационные стенды музея, картины, коллекция фотографий, наград, книг и менее ценные экспонаты, которые были свезены в один зал.
1 июня того же года было объявлено о прекращении работы музея и перевозе техники в Москву на хранение на 147-ю автомобильную базу на Рублёвском шоссе
19 ноября 2012 года после отставки Сердюкова с поста Министра обороны Российской Федерации, ФСБ России заинтересовалась судьбой коллекции музея. Сотрудники спецслужб подозревали, что часть раритетов так и не доехала до Москвы, и могла попасть в руки богатых коллекционеров.
В ходе расследования были инициированы проверки в Рязани и Москве по результатам которых выяснилось, что все 150 уникальных экспонатов в настоящий момент действительно находятся в спецгараже Министерства обороны на Рублёвке. По словам руководителя Рязанского регионального фонда поддержки героев Советского Союза и героев Российской Федерации генерала-лейтенанта Альберта Слюсаря, все найденные экспонаты в настоящий момент готовятся к возвращению в Рязань.